# Lupino Lane
Lupino Lane (16. června 1892 – 10. listopadu 1959) byl britský herec, zpěvák, tanečník, ale také divadelní ředitel, který ve 20. letech 20. století proslul v amerických groteskách.

## Biografie
„Malý rtuťovitý komik, jedinečně mrštný, obratný, nezvládnutelný“ tak takto charakterizoval filmový historik a publicista Myrtil Frída tohoto britského varietního, kabaretního a později také filmového komika, herce, zpěváka, tanečníka, ale také divadelního ředitele. Lupino Lane – jak zní jeho umělecké jméno – je dalším z dlouhé řady dnes již takřka neznámých představitelů „zlatého věku“ filmové veselohry, kdy se jako komik objevil v cca 40 hollywoodských filmech. K tomuto osudu jej předurčil fakt, že většina jeho snímků z tohoto období byla na počátku zvukové éry filmu zničena nebo se ztratila.
Lupino Lane (vlastním jménem Henry William George Lupino) se narodil v roce 1892 v londýnské čtvrti Hackeney do rozvětvené a prastaré rodiny varietních umělců. Díky svému původu získal již v dětství dokonalou tělesnou průpravu, kterou později dokonale uplatnil při akrobatických a artistických výstupech ve svých filmech. Ač britského původu, těžištěm jeho uměleckého působení se stala Amerika, respektive Hollywood, kam se na počátku dvacátých let společně se svým bratrem Wallacem přestěhoval. Ještě než dorazil do Ameriky, byl však již známým varietním a kabaretním komikem v rodném Londýně, kde v nejrůznějších skečích, pantomimách, burleskách a operetách vystupoval od svých dětských let.
Svou filmovou kariéru započal rovněž ještě před příchodem do Ameriky; již v roce 1915 se objevil v sérii krátkých britských filmů. Po několika krátkých filmech natočených v letech 1922 – 1924 pro společnost Fox, se Lupino Lane objevil ve snímku režiséra D. W. Griffitha Není život krásný? (Isn’t Life Wonderful?; 1924). Poté již následovala úspěšná série krátkých – zpravidla dvoucívkových – komedií natočených pro společnost Educational films, z nichž některé rovněž sám režíroval, a které se vyznačovaly prudkým tempem, velkým množstvím gagů, zběsilých honiček a akrobatických výstupů. Svá početná filmová dobrodružství prožíval mezi lidojedy, kovboji, piráty, na vojně, u gladiátorů, v blázinci, na prámu uprostřed širého oceánu, u hasičů, ve spárech svůdnice a samozřejmě také na Divokém západě. Tomu odpovídaly i české názvy, pod kterými byly jeho filmy uváděny v našich kinech – za všechny připomeňme názvy některých z nich: Lupino novomanželem aneb když se tchyně vydaří, Lupino a svůdce, Lupino na vojně, Lupino v sanatoriu, Lupino gladiátorem, Lupino trosečníkem, Lupino pirátem, Lupino v Maroku, Lupino hasičem aj. Ve všech těchto filmech byl jeho protivníkem, soupeřem či partnerem jeho bratr Wallace (1898 – 1961). S příchodem zvuku se Lupino Lane díky své vaudevillové průpravě uplatnil v několika hudebních filmech, mimo jiné v Lubitschově rané zvukové veselohře Přehlídka lásky (The Love Parade; 1929).
Jeho další umělecké aktivity jsou již spojeny s jeho rodnou Anglií, kam se vrátil na počátku třicátých let, a především s prkny, jež znamenají svět. Na filmové plátno se vrací již jen sporadicky. V roce 1938 si v Londýně otevřel vlastní divadlo pojmenované Victoria, které se stalo jeho uměleckým působištěm po následujících dvacet let. Největšího úspěchu dosáhl s hudební komedií Já a moje děvče (Me And My Girl), v níž nejenom hrál, ale kterou také režíroval. Komedie byla na repertoáru divadla až do roku 1945, kdy se 29. listopadu konala pětitisící repríza a Lupino Lane nechyběl ani při jednom z těch pěti tisíc představení. Píseň Lambeth Walk z této hry se stala v jeho podání celosvětových hitem a nesmrtelným evergreenem.
Ačkoliv slavil Lupino Lane úspěch na divadelních prknech ve své rodné Anglii, jeho filmový odkaz z dvacátých let byl již zapomenut. Většina dvoudílných grotesek z doby jeho vrcholného období, které natočil pro filmovou společnost Educational films, byla na počátku zvukové éry označena jako nepotřebná a jako taková i zničena. Velkou zásluhu na znovuobjevení tohoto komika si mohou přičíst čeští potulní kinaři, kteří až do konce války uchovávali vzácné cívky z dob, kdy komedie byla králem a stále je promítali lačnému publiku. V roce 1945 se tyto cívky staly součástí nově založeného Československého filmového archivu. Mezi nimi byly samozřejmě i snímky, které natočil Lupino Lane. A tak i díky nim zůstala část jeho filmového odkazu zachována pro budoucí generace filmových diváků a Amerika tak znovu mohla objevit tohoto svérázného komika.
Lupino Lane byl od roku 1917 ženatý s herečkou Violet Blytheovou. Jejich jediný syn Lauri Lupino Lane (1921 – 1986) se rovněž vydal ve stopách svých rodičů a stal se hercem. Kromě Lupinova bratra, o kterém již byla zmínka výše, se hereckému povolání věnovala i jejich sestřenice Ida Lupinová, která se stala nejznámějším členem tohoto rozsáhlého hereckého klanu. Své herecké zkušenosti a poznatky shrnul v publikaci-příručce Jak se stát komikem (How to become a comedian; 1945). Ještě za jeho života vyšla kniha mapující jeho životní a uměleckou dráhu Born to Star: The Lupino Lane Story, jejímž autorem byl Jamese Dillon White. Lupino Lane zemřel v Londýně 10. listopadu 1959 ve věku 67 let.

## Filmografie (výběrová)
- Žlutá maska (The Yellow Mask; 1930)
- Lupino v říši pohádek (Joyland; 1929)
- Lupino hasičem (Fire Proof; 1929)
- Přehlídka lásky (The Love Parade; 1929)
- Lupino gladiátorem (Roaming Romeo; 1928)
- Lupino na vojně (His Private Life; 1926)
- Lupino v sanatoriu (Lunatic Asylum; 1925)
- Lupino v Maroku (Maid in Morocco; 1925)
- Není život krásný? (Isn’t Life Wonderful?; 1924)
- Když se tchyně vydaří známo také jako Lupino novomanželem (A Friendly Husband; 1923)
- Lupino mezi indiány (My Hero; 1922)
- Lupino válečným zpravodajem (The Reporter; 1922)
- Lupino a svůdce
- Lupino trosečníkem
- Lupino pirátem